# Mercat Nikolski

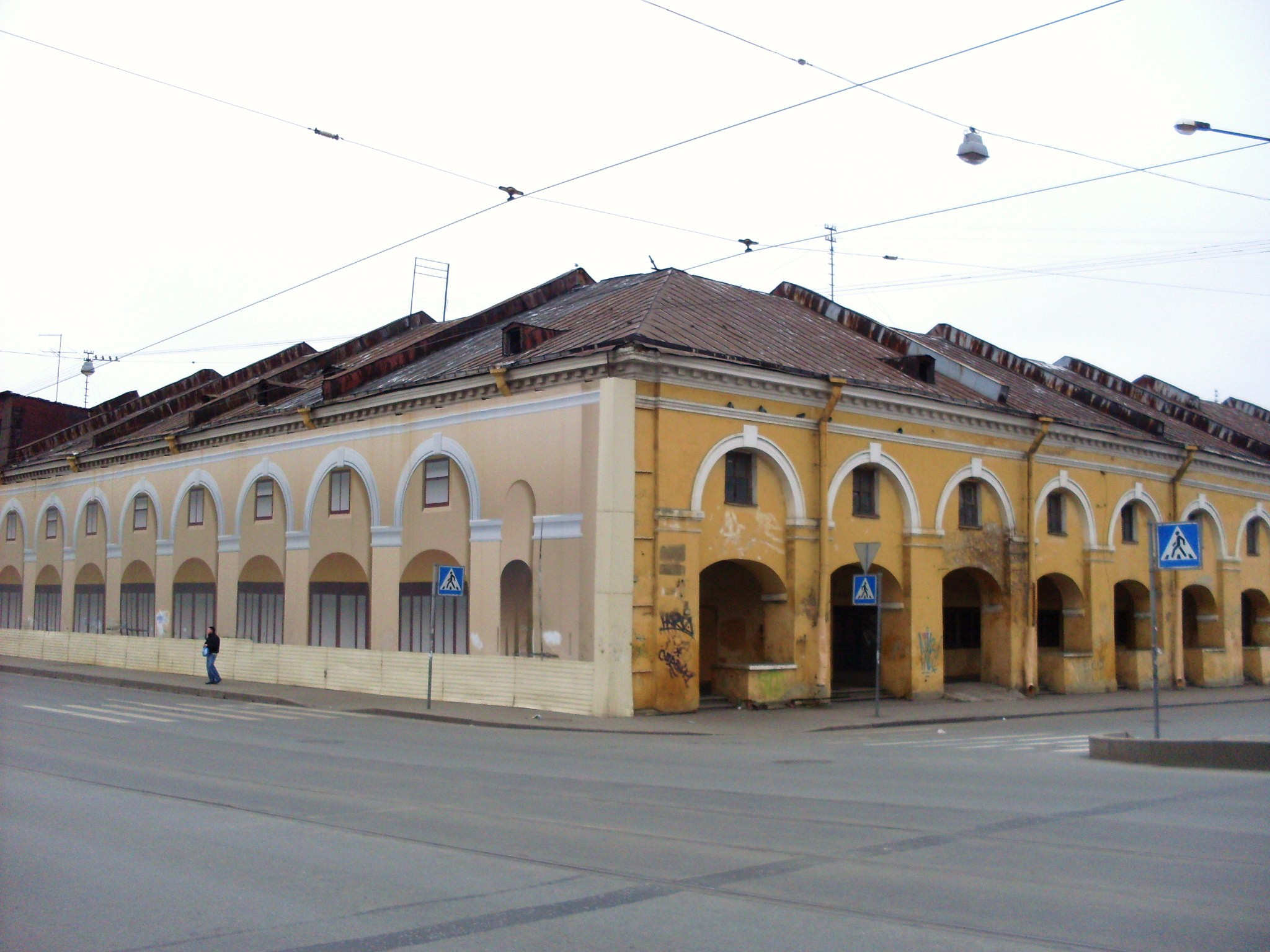
El Mercat Nikolski l'any 2009

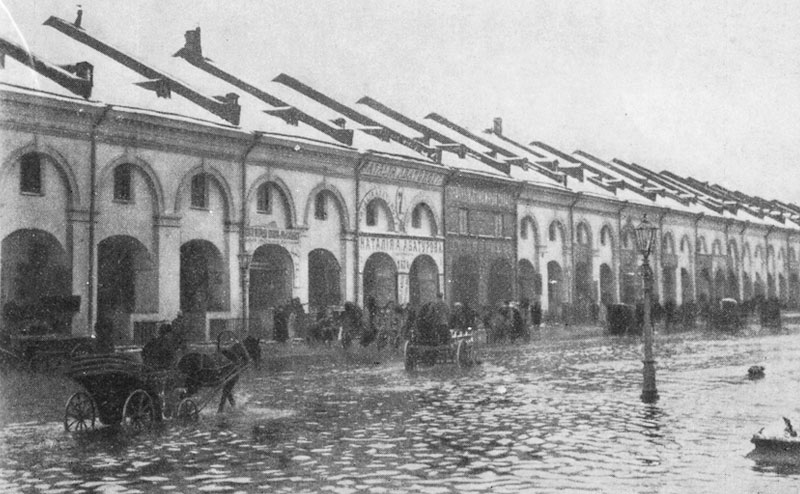
El mercat el 1903 durant les inundacions

El Mercat Nikolski (en rus Никольский рынок, Nikolski rínok, o Никольские ряды, Nikólskie riadí) és un edifici comercial situat al número 62 del carrer Sadóvaia de Sant Petersburg (Rússia).
Construït el 1789, una mica més tard que el Gostini Dvor de l'avinguda Nevski, la remodelació d'aquest edifici ha provocat alguna controvèrsia.

## Situació actual
El setembre del 2006, una empresa de construcció va dir que el Mercat Nikolski requeria una remodelació completa que duraria entre 30 i 36 mesos. Això és perquè l'edifici necessitava la substitució completa de les seves instal·lacions, tant d'electricitat com de calefacció i aigua. Les obres proposades implicaven conservar la façana històrica i les seves dimensions originàries.

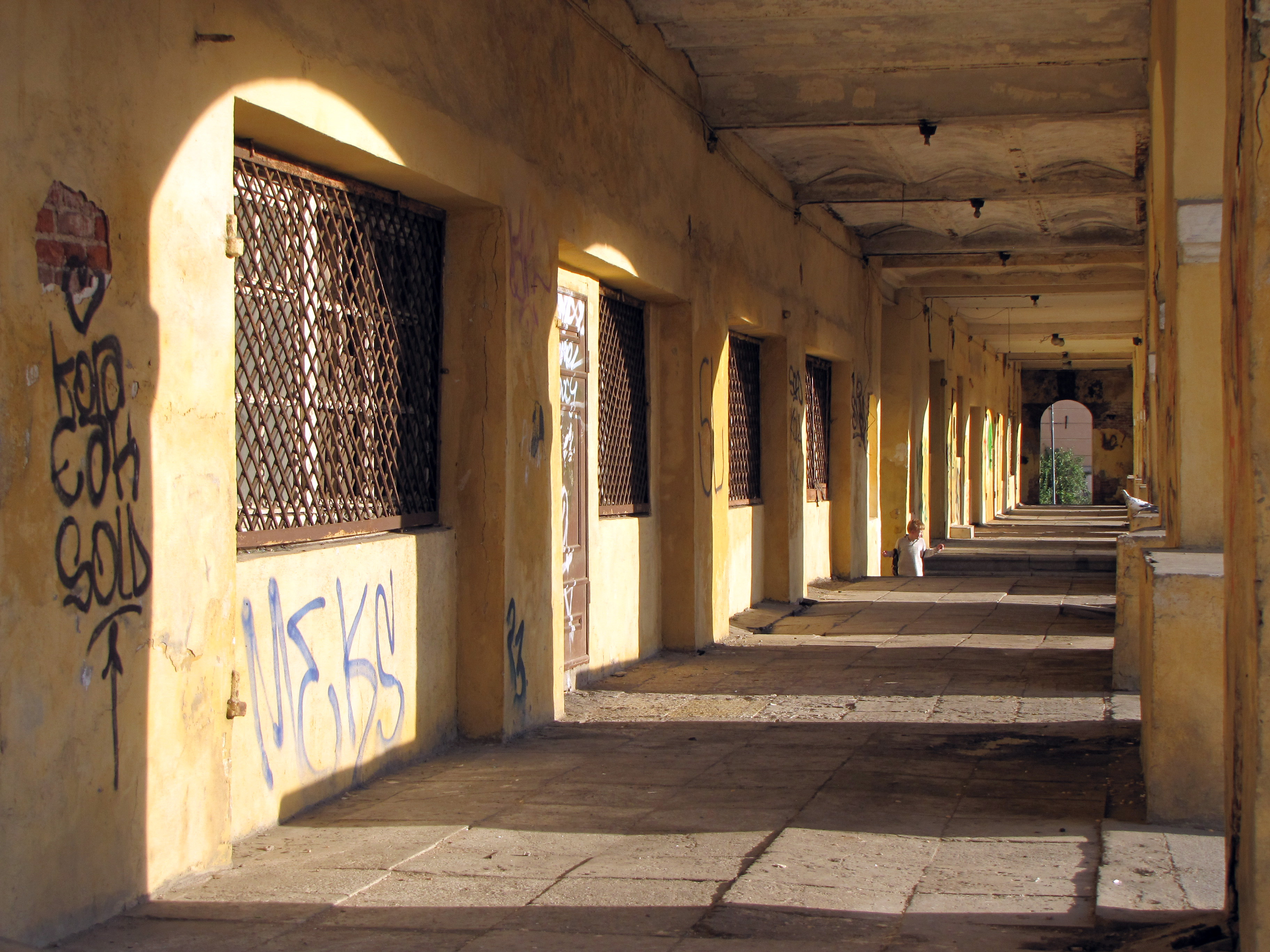
Estat actual del monument

Tanmateix, dos anys més tard els propietaris de l'edifici s'adonaven que un 70% de l'edifici es podia classificar en estat d'emergència. Es va proposar un projecte que, de fet, implicava demolir aproximadament un 50% de l'edifici, tot i que encara conservaria la façana i la porxada (vegeu la il·lustració de l'esquerra). El projecte recuperaria aquella part de l'edifici que estava actualment desocupada i hi crearia un complex hoteler, un mercat i un aparcament subterrani de dos pisos. El maig del 2008 la Comissió Estatal per als Monuments Històrics i Culturals es va mostrar en desacord amb l'avaluació de l'estat de l'edifici. Tanmateix varen anunciar la data de la reconstrucció (2010) i el cost de l'obra (uns 200 milions de dòlars).
La Comissió, representada per la seva directora, Vera Deméntieva, va oferir una subvenció al grup d'inversors, controlat per Andrei Iakunin (fill de Vladímir Iakunin, cap de la companyia de Ferrocarrils Russos), que argumentaven que calia un ajut financer per a la restauració completa de l'edifici.
El 19 de novembre del 2010, el Mercat Nikolski va ser venut en subhasta a l'organització que dirigeix els treballs de restauració. El 30 de novembre l'edifici es va incloure a la llista federal de llocs protegits. Malgrat això, el projecte actual inclou la renovació de l'actual aparcament subterrani i la construcció d'una cúpula de vidre i de diverses edificacions interiors. Els experts dubten que un projecte com aquest sigui compatible amb la conservació del monument.